# 杜村乡 (青阳县)
杜村乡，是中华人民共和国安徽省池州市青阳县下辖的一个乡镇级行政单位。

## 行政区划
杜村乡下辖以下地区：
镇华村、长垅村、红光村、新丰村、河东村、西河村、五阳村、垅上村、上峰村、宗文村和龙华村。